# Callonetta leucophrys

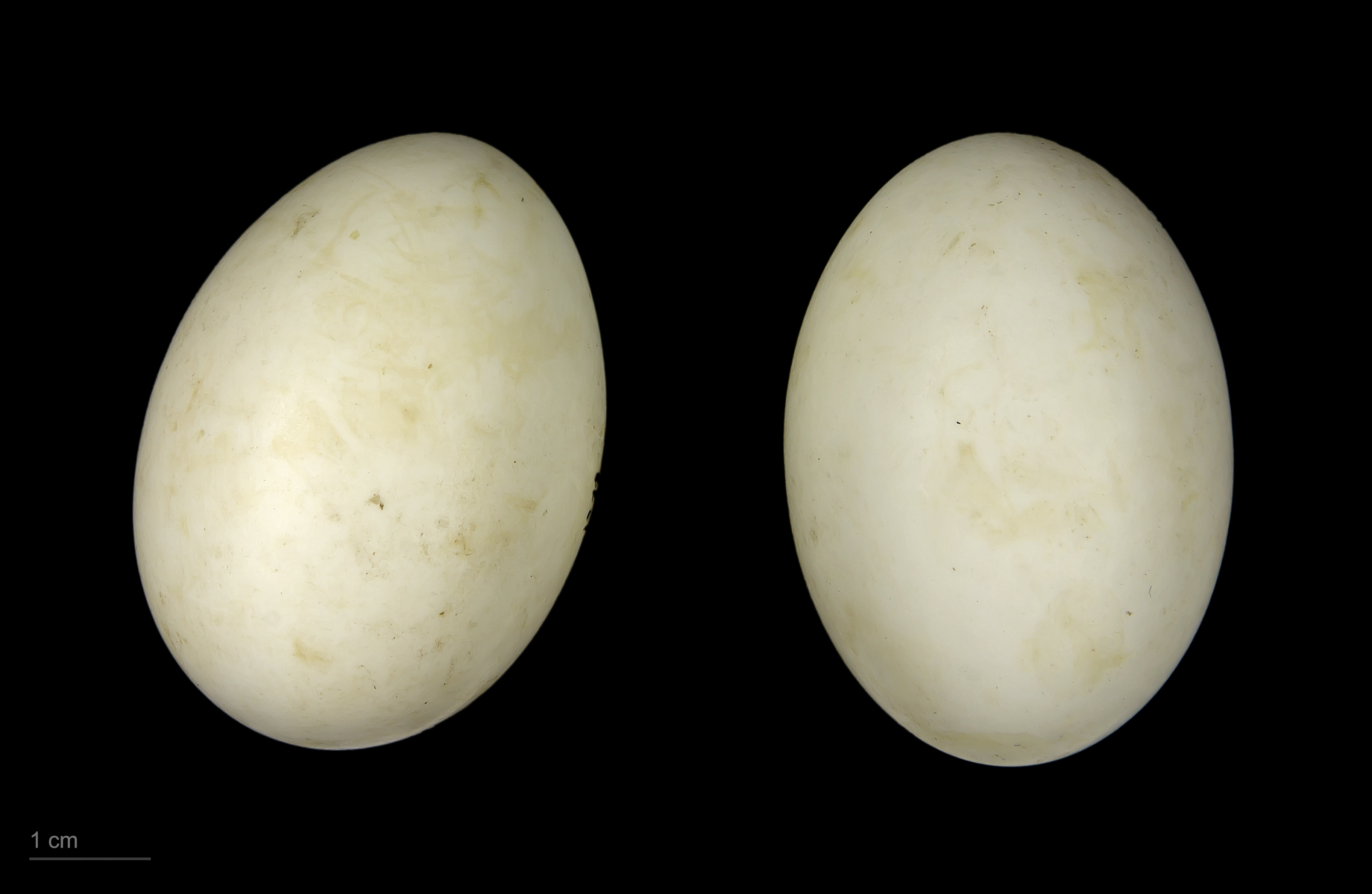
Callonetta leucophrys - MHNT

Callonetta leucophrys, conhecido popularmente como marrequinha-de-coleira ou marreca-de-coleira, é uma ave anseriforme da família Anatidae.

## Características
A marreca-de-coleira mede aproximadamente 30 cm de comprimento. Apresenta os lados da cabeça e pescoço brancos.
Habita as matas alagadas da América do Sul, sendo encontrada do norte da Argentina e Uruguai à Bolívia, Paraguai e Brasil (Mato Grosso, Minas Gerais, São Paulo e Rio Grande do Sul).